# Agostino Mascardi
Agostino Mascardi (ur. 2 września 1590 w Sarzanie; zm. 1640 tamże) – włoski profesor retoryki, pisarz i słynny mówca swoich czasów. Według Gabriela Naudé Mascardi był jednym z najwybitniejszych pisarzy rzymskich swoich czasów.
Agostino Mascardi, mianowany profesorem retoryki na Uniwersytecie Rzymskim przez papieża Urbana VIII, osiągnął wysoką reputację dzięki 14 pismom, ale przede wszystkim dzięki Trattati cinque dell’arte istorica, które omawiało metodę historyczną z perspektywy ściśle retorycznej. Mascardi był także autorem słynnej Congiura del conte Giovanni Luigi de’ Fieschi (1629).